# Karst de Wulong
Pour les articles homonymes, voir Wulong (homonymie).

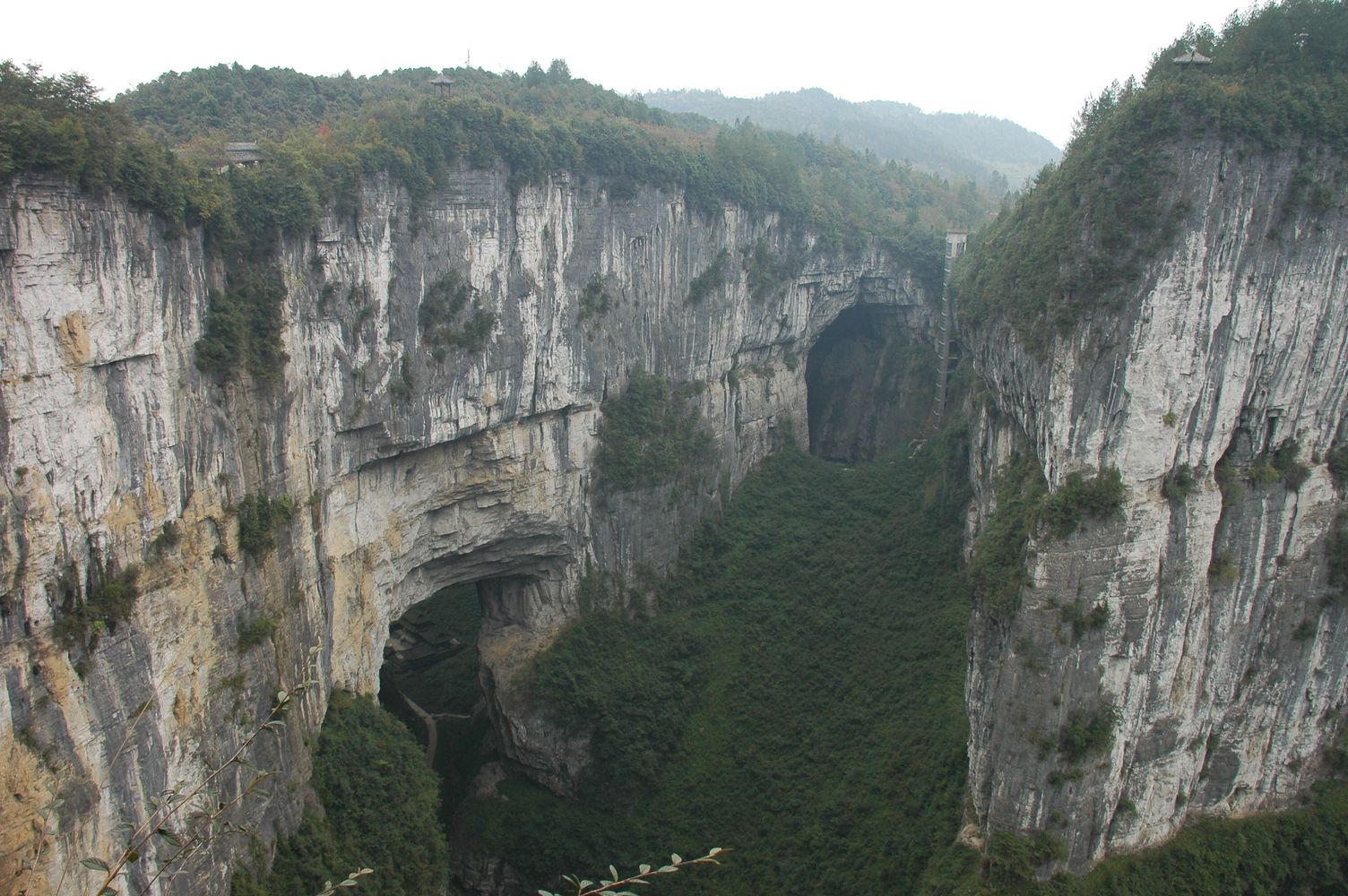
One of the three natural bridges at "Sanqiao Tiankeng" Three Natural Bridges.

Le karst de Wulong (chinois : 武隆喀斯特 ; pinyin : Wǔlóng kāsītè) , sur le territoire du Xian de Wulong, dans le sud de la municipalité de Chongqing, comprend les trois sites de la doline géante de Qingkou (箐口天坑景区), des Trois ponts naturels (天生三桥) et de la Grotte de Furong (芙蓉洞).
Ce karst abrite également les grandes grottes appelées Wang dong : Er Wang dong (二王洞) et San Wang dong (三王洞) ;
dans cette dernière cavité se trouve la grande salle Cloud Ladder Hall dont la surface est de l'ordre de 50 000 mètres carrés.